# Народная милиция (Чехословакия)
«Народная милиция» (чеш. Lidové milice, LM, словац. Ľudové milície, ĽM) — парамилитарные вооружённые формирования Коммунистической партии Чехословакии в 1948—1989. Сыграла ключевую роль в государственном перевороте 25 февраля 1948 и установлении коммунистического режима в Чехословакии. Находилась в прямом подчинении партийного руководства. Наряду с госбезопасностью и полицейскими силами Чехословакии, являлась важнейшей силовой опорой коммунистического режима. Ликвидирована после Бархатной революции.

## Орудие переворота и репрессий

### Роль в захвате власти КПЧ
Военизированные формирования на заводах начали создаваться в городах Чехословакии с июня 1945. Организаторами выступали профсоюзы, иногда при поддержке владельцев предприятий. Основной целью при этом являлась защита заводского имущества. Однако с 1946 заводские ополчения стало брать под контроль МВД, во главе которого стоял представитель компартии Вацлав Носек (министром обороны являлся близкий к КПЧ Людвик Свобода). Военная подготовка членов формирований осуществлялась армейскими и полицейскими специалистами, вооружение поступало с государственных складов. Эти отряды стали использоваться для блокирования и запугивания политических оппонентов КПЧ.
21 февраля 1948 была издана директива ЦК КПЧ о консолидации заводских отрядов в единую «Рабочую милицию» партии. 22 февраля коммунистическая милиция взяла под контроль ключевые объекты Праги. 25 февраля 1948 состоялось прохождение по столице 6 тысяч боевиков КПЧ, перед которыми выступил Клемент Готвальд. Это стало ключевым актом государственного переворота, в результате которого государственная власть перешла к руководству КПЧ во главе с Готвальдом. В тот же день милиция разогнала студенческую демонстрацию в поддержку президента Бенеша и подвергла её участников жестоким избиениям.

### Функция карательной структуры
Первыми руководителями партийной милиции стали видные деятели КПЧ Йозеф Павел, Франтишек Кригель и Йозеф Смрковский (интересно, что все трое в 1968 были деятелями Пражской весны). Затем командование было передано коммунистическому министру внутренних дел Носеку. В 1950—1953 «Народную милицию» курировал специальный Отдел LM Министерства национальной безопасности во главе с Виктором Линхартом, затем Станиславом Баудышем (министерские кураторы Общественной безопасности — общеуголовной полиции). С 1953 руководство «Народной милицией» осуществлялось партийными органами без участия государственных.
«Народная милиция» превратилась в важную опору установленного коммунистического режима. Она стала не только сильным напарником и кадровым резервуаром для полицейских сил и госбезопасности, но и самостоятельным карательным органом. Отряды LM использовались для терроризирования противников КПЧ в Чехии, подавления сопротивления в Словакии, преследований католической церкви, захватов словацких монастырей. Наиболее масштабное применение отмечалось 1 июня 1953 при подавлении восстания в городе Пльзень, где 20 тысяч рабочих протестовали против фактически конфискационной денежной реформы. Партийные боевики пустили в ход оружие. Однако справиться с ситуацией «Народная милиция» не смогла даже при помощи полиции. Восстание было подавлено только вводом в Пльзень регулярных армейских частей при 80 танках.
Важную роль сыграла «Народная милиция» после подавления Пражской весны. 20-21 августа 1969 при разгоне протестных акций «милиционеры» открыли огонь и убили трёх человек в Праге и двух человек в Брно (жертвам было от 14 до 27 лет), десятки людей получили ранения. В январе 1989 «Народная милиция» была брошена против демонстраций в ознаменование годовщины гибели Яна Палаха.

## Партийная армия
По своему статусу и функциям «Народная милиция» КПЧ сравнивалась с СА и даже с СС — прямое подчинение партии, идеологические мотивации, привилегированное положение, использование для политического насилия. В присяге бойца содержалась клятва служить коммунистической партии и выполнять все соответствующие приказы (упоминались также «интернациональные связи с Советским Союзом»).
Формально-правовой базы, регулирующей деятельность «Народной милиции», в ЧССР не существовало. Соответствующий законопроект, подготовленный в 1949, так и не был введён в действие. Упоминание о «Народной милиции» содержалось не в государственном законе, а в партийном уставе КПЧ. В 1952 был утверждён специальный регламент: формирования LM выводились из министерской системы и полностью замыкались на партийное руководство. В ЦК учреждался профильный отдел. Главнокомандующим «Народной милиции» являлся высший партийный руководитель (председатель, первый секретарь, генеральный секретарь ЦК КПЧ) — Клемент Готвальд, Антонин Новотный, Александр Дубчек, Густав Гусак, Милош Якеш. С 1956 секретари территориальных парторганизаций по должности становились командующими местными подразделениями LM.
Первые годы существования чехословацкая «Народная милиция» являлась уникальным феноменом для стран Восточной Европы. Частичным исключением являлась ПНР, где с 1946 существовала организация Добровольный резерв гражданской милиции. Боевые группы в ГДР появились только в 1953 (следствие Июньского восстания), Рабочая милиция в ВНР возникла лишь в 1957 (следствие Октябрьского восстания 1956). Янош Кадар прямо ссылался на «чехословацкий опыт».

## Название, численность, структура, вооружение

### Количественный состав
Первые заводские ополчения назывались Závodní milice («Заводская милиция»), затем Závodní stráž («Заводская охрана»). Далее появились названия Strážní oddíl («Охранные отделы»), Pohotovostní oddíl («Резервные отделы»). Перед февральским переворотом партийные отряды КПЧ были названы Dělnické milice («Рабочая милиция»), вскоре после переворота переименованы в Lidové milice («Народная милиция»).
Приём в Народную милицию осуществлялся по тщательному отбору, из самых проверенных членов КПЧ и при наличии авторитетных рекомендаций. Первоначальная численность формирований в 1948 составляла около 43 тысяч человек. В начале 1950-х (становление режима, подавление сопротивления) доходила до 100—150 тысяч. С середины 1950-х до начала 1970-х (стабилизация положения) снизилась примерно до 70 тысяч. В 1970—1980-е вновь поднялась и в 1989 превышала 80 тысяч человек (примерно три четверти состава — в Чехии, около четверти — в Словакии).

### Построение и оснащённость
Первичным подразделением Народной милиции являлось отделение из 8 человек. Отделения группировались во взводы, взводы — в роты, роты — в батальоны. Выстраивалась иерархия командования армейского типа. Структурировалась LM по территориальным батальонам, оперативное командование осуществляли местные штабы при партийных органах. Отличительными знаками принадлежности к Народной милиции являлись серо-голубая (в 1948—1959 — синяя, в 1959—1970 — серая) униформа и чёрно-красный знак LM в форме гуситского щита.
Обычным табельным оружием Народной милиции были пистолет и пистолет-пулемёт. Спецподразделения располагали миномётами, безоткатными орудиями, бронеавтомобилями. 4 мая 1990 министр обороны Чехословакии Мирослав Вацек (начальник генштаба вооружённых сил во время Бархатной революции) огласил перечень оружия, изъятого у расформированной «Народной милиции»: 20067 пистолетов, 71054 пистолета-пулемёта, 2031 ручная граната, 6890 пулемётов, 358 миномётов, 149 безоткатных орудий, 130 зенитных орудий, 2177 единиц авто- и мототехники, 59962 взрывных устройства, 20917 килограммов взрывчатых веществ, более 80 миллионов патронов разного калибра.

## Революционная ликвидация
В дни Бархатной революции секретарь пражского горкома КПЧ Мирослав Штепан, командовавший LM в столице поначалу намеревался применить «Народную милицию» против студенческих протестов. Однако руководство КПЧ, видя небывалый размах выступлений, не решилось на крупномасштабное насилие. В то же время по указанию генерального секретаря Якеша почти 40 тысяч бойцов Народной милиции были развёрнуты на городских магистралях, в узловых пунктах и на партийных объектах.
29 ноября 1989 Федеральное Собрание Чехословакии отменило конституционное положение о руководящей роли КПЧ. Встал вопрос о ликвидации партийных вооружённых формирований. 21 декабря 1989 чрезвычайный съезд КПЧ объявил об аннулировании присяги и роспуске Народной милиции.